# Sandbach (Schunter)
Der Sandbach ist ein Bach in Niedersachsen von etwa 10,6 Kilometer Länge. Er entspringt am nördlichen Elmrand und mündet im Braunschweiger Stadtgebiet von links in die Schunter.

## Geografie

### Quelle
Ein Zufluss des Sandbachs entspringt südlich von Abbenrode und östlich von Destedt in einem tief eingeschnittenen Tal zwischen dem Kampberg und Tafelberg. In den offiziellen Karten der Niedersächsischen Landesvermessung wird der Name erst ab dem Parkplatz an der B1 geführt. Er entwässert den Nordwestteil des Elm nach Nordwesten.

### Verlauf
Er fließt westlich an Abbenrode vorbei und richtet sich nordwestwärts. Unterhalb von Abbenrode münden mehrere Feldbäche in den Sandbach. Anschließend fließt er durch Gardessen und Schandelah. In der Ortslage von Schandelah ist seine Umgebung parkartig ausgestaltet. In den folgenden landwirtschaftlich genutzten Flächen ist der Bachlauf größtenteils begradigt und kanalisiert. Bei Hordorf und auf dem Braunschweiger Stadtgebiet in Höhe der Kläranlage Weddel ändert sich das Flussbett, da im Rahmen von Renaturierungsmaßnahmen mehrere Nebenläufe und einige Mäander angelegt wurden. Nachdem der Sandbach Dibbesdorf südlich passiert hat, mündet er westlich des Ortes in die Schunter. Der ursprünglich geradlinige Verlauf im letzten Abschnitt ist im Bereich des Borwalls um einen mäandrierenden Verlauf ergänzt und die Mündung entsprechend ein Stück schunterabwärts verlegt worden.

### Nebenflüsse
- Eichbergbach (GKZ 4828782, links)[7]
- Schandelahbach (GKZ 4828784, rechts)
- Schäferbergbach (GKZ 4828786, rechts)
- Döhrenbach (GKZ 4828788, links)

## Gewässerqualität
Der Sandbach wird als löss-lehmgeprägter Tieflandbach eingestuft. Die Qualität wird vom zuständigen niedersächsischen Landesbetrieb NLWKN überwacht. Im Rahmen der Umsetzung der Europäischen Wasserrahmenrichtlinie hat der NLWKN ein Wasserkörperdatenblatt erstellt, das den Sandbach erfasst. Dort werden sowohl der ökologische Zustand als auch das ökologische Potenzial als „unbefriedigend“ bewertet. Dies ist in den Strukturdefiziten begründet, die sich durch kanalartige Begradigungen im mittleren Lauf ergeben, sowie aufgrund des Eintrags von Schadstoffen aus der Landwirtschaft und durch die Kläranlage Weddel.